# Padma (rivier)
De Padma (Bengali: পদ্মা Pôdma) is een grote rivier in Bangladesh. Het is de belangrijkste tak van de Ganges; deze tak stroomt over het algemeen in zuidoostelijke richting over 120 kilometer tot aan de samenvloeiing met de Meghna nabij de Golf van Bengalen. De stad Rajshahi bevindt zich aan de oevers van de rivier. Sinds 1966 is meer dan 660 vierkante kilometer verloren gegaan door erosie door de Padma.

## Etymologie
De Padma, Sanskriet voor Lotusbloem, wordt genoemd in de hindoe-mythologie als een bijnaam voor de godin Lakshmi.

## Geschiedenis
De Padma stroomde in de loop van de geschiedenis waarschijnlijk door verschillende geulen. Sommige auteurs beweren dat elke tak van de Ganges in de delta een overblijfsel is van een oude geul, en dat vanaf de meest westelijke, de Bhagirathi (in West-Bengalen, India), elke geul naar het oosten een nieuwere geul is dan die ten westen ervan.
De achttiende-eeuwse geograaf James Rennell verwees naar een voormalige loop van de Ganges ten noorden van de huidige geul in het gebied waar nu de meren en moerassen tussen Nattore en Jaffiergunge liggen. Hij gaf aan dat de Padma in het verleden gelegen zou hebben bij (van west naar oost) Rampur Boali, het hoofdstad van het district Rajshahi, Puthia en Natore in hetzelfde district en Jaffarganj in het district Dhaka.
Deskundigen zijn het erover eens dat de Ganges zijn loop heeft veranderd en dat op verschillende tijdstippen elk van de takken hoofdstroom geweest zou kunnen zijn.

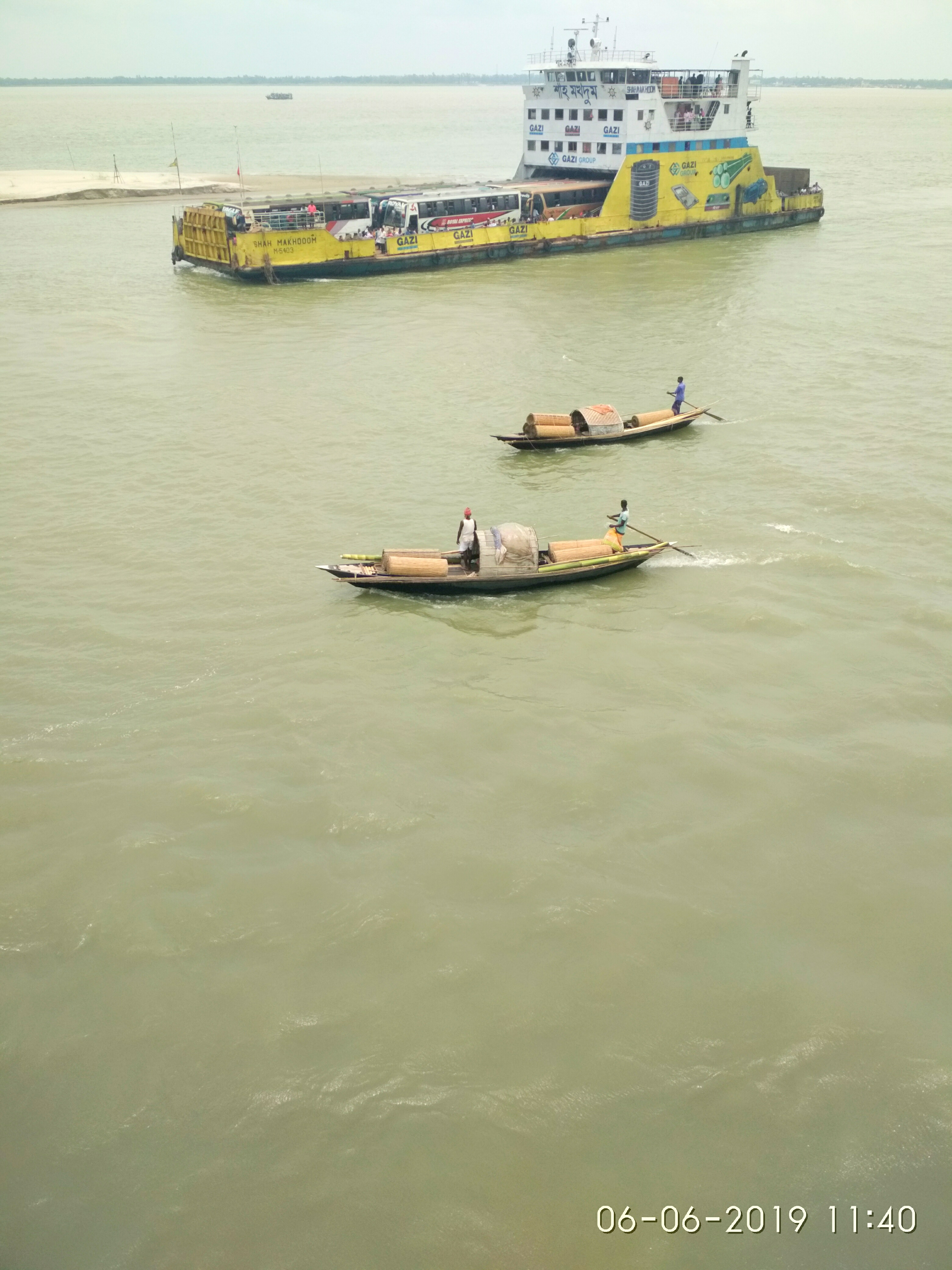
Scheepvaart op de Padma

De bedding van de Padma is breed en de rivier wordt opgesplitst in verschillende geulen die tussen constant verschuivende zandbanken en eilanden stromen (een vlechtende rivier). Tijdens de regentijd is de stroom erg sterk en kunnen zelfs schepen met goede aandrijving moeite hebben om er vooruit te komen. De rivier is in alle seizoenen van het jaar bevaarbaar door motorschepen en lokale boten van elke maat en was lang een van de drukstbevaarde waterwegen ter wereld. Bij de stad Paksey liggen de Hardingebrug en de Lalon Shahbrug over deze rivier; meer stroomafwaarts sinds 2022 de Padmabrug.

## Geografie
De naam Padma wordt gegeven aan de benedenloop van de Ganges (Ganga) vanaf plek waar de Hooghly aftakt. Dit is vrijwel op de grens tussen India en Bangladesh. De Padma komt Bangladesh binnen uit India in de buurt van Nawabganj en vloeit samen met de Jamuna (Bengaals: যমুনা Jomuna) in de buurt van Aricha en behoudt zijn naam, maar stroomt uiteindelijk in de Meghna (Bengaals: মেঘনা) in de buurt van Chandpur. Het water stroomt daarna naar de Golf van Bengalen.
Rajshahi, een grote stad in het westen van Bangladesh, ligt aan de noordelijke oever van de Padma.

### District Pabna
De Padma vormt de hele zuidelijke grens van het Pabna district over een afstand van ongeveer 120 kilometer.

### District Kushtia
De Jalangi wordt afgesplitst op het punt waar de Padma dit bij dit district komt in de meest noordelijke hoek en stroomt langs de noordelijke rand van het district in een richting iets zuidoosten, totdat de rivier het district enkele kilometer naar het oosten van Kushtia verlaat. De rivier heeft een heel groot debiet en is op plaatsen zeer breed. De hoofdgeul verplaatst zich steeds; enorme gebieden op de ene oever eroderen en op de andere oever treedt aanzanding op. Eilandjes in de rivier (chars in het Bengaals) verplaatsen zich voortdurend, wat vaak tot eigendomsconflicten leidt.

### District Murshidabad (India)
Murshidabad District is gelegen aan de westelijke oever van de Padma. Het doorstroomt het district Rajshahi en Murshidabad in West-Bengalen en creëerde een natuurlijke riviergrens tussen India en Bangladesh. Het Jalangi-gebied van het district werd ernstig getroffen door de rivieroever-erosie van Padma.

### District Rajshahi

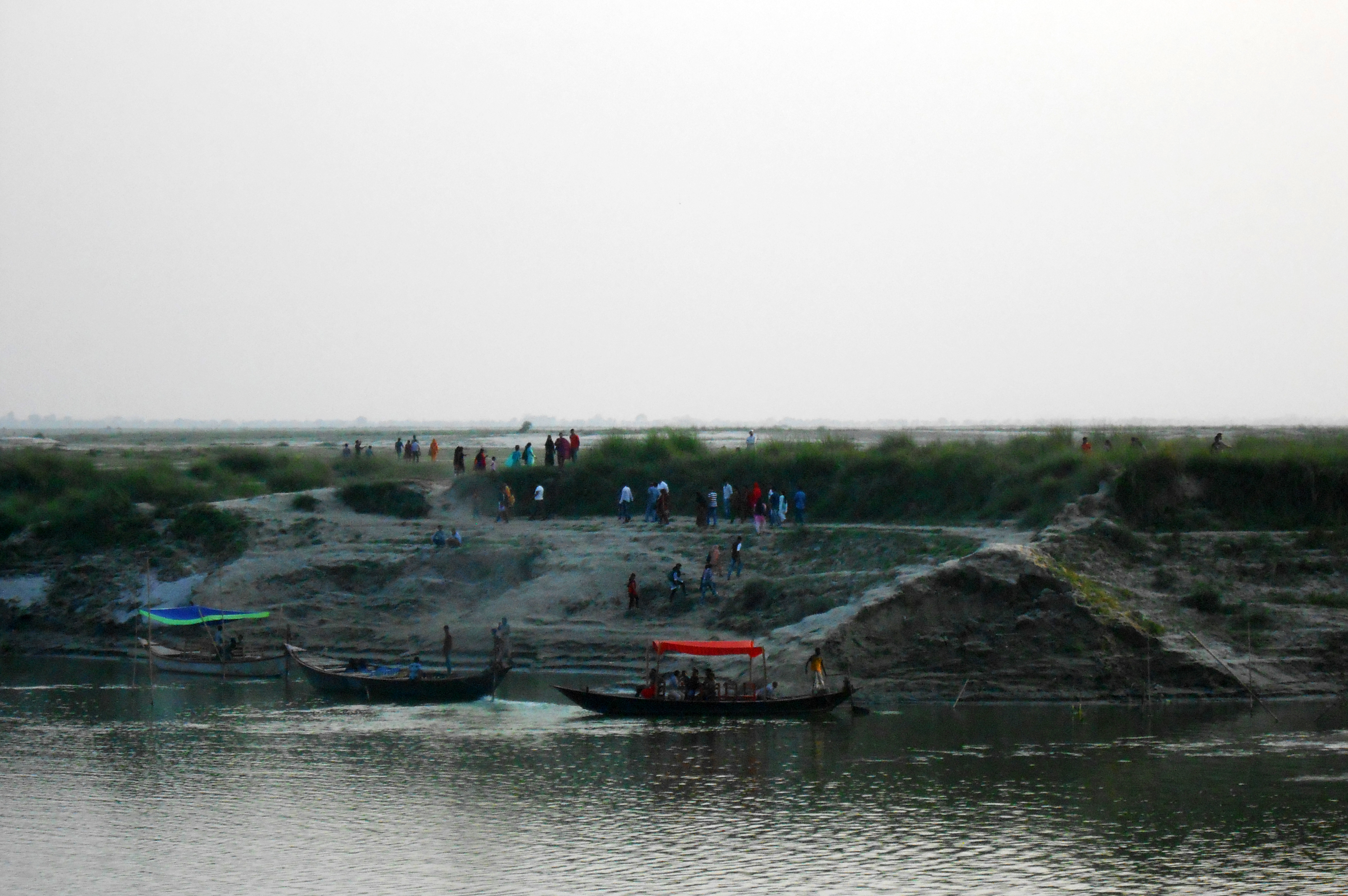
De oever van de Padma bij Rajshahi

Rajshahi is de grootste stad aan de oever van de Padma. Het is de op twee na grootste stad in Bangladesh. Rajshahi Collegiate School, een van de oudste scholen in het Indiase subcontinent en gelegen aan de oever van de Padma, werd drie keer bedreigd door de erosie van de Padma.

## Infrastructuur

### Stuwdammen
Na de bouw van de stuwdam van Farakka aan de rivier de Ganges in India, werden de maximale stroomsnelheid in de Padma aanzienlijk verminderd. De stroomreductie veroorzaakte veel problemen in Bangladesh, waaronder het verlies van vissoorten, het droogvallen een aantal van stroomgeulen van Padma, verhoogde zoutwaterindringing uit de Golf van Bengalen en schade aan de mangrovebossen van de Sundarbans.

### Bruggen
Er liggen drie bruggen over de Padma. Er ligt al sinds 1915 een spoorbrug bij Pabma, de Hardingebrug. In 2004 is daar een verkeersbrug bij gekomen, de Lalon Shahbrug.
In 2022 is de Padmabrug gereed gekomen; dit is de grootste brug van de Bangladesh. De brug ligt even ten zuidwesten van de hoofdstad Dhaka. Het is (net als de Jamunabrug) een gecombineerde spoor- en verkeersbrug. De brug zou in 2013 al open gaan voor het publiek, maar door veel problemen en schandalen is dat tien jaar later geworden.